# Texaco
Texaco (acronimo di Texas Company) è una società petrolifera statunitense.
La Texaco è stata una società indipendente fino a quando non si fuse con la Chevron Corporation nel 2001.

## Storia
La compagnia fu avviata il 28 marzo 1901, entrando in attività il 17 gennaio dell'anno successivo; fu ufficialmente registrata il 7 aprile 1902 a Beaumont (Texas), da Joseph S. Cullinan, Thomas J. Donoghue, Walter Benona Sharp e Arnold Schlaet, con il nome di Texas Fuel Company. L'attività era in realtà già iniziata l'anno precedente, con una piccola società fondata da Cullinan e Schlaet.
Per molti anni, è stata l'unica società di vendita di benzina in tutti i 50 Stati Uniti d'America.
Il suo marchio originale era caratterizzato, dal 1903, da una stella rossa in un cerchio bianco (un riferimento alla Lone Star del Texas). Il simbolo fu suggerito da un operaio italiano, che propose inoltre di inserire la "T" al centro della stella; inizialmente la lettera T era di colore verde, probabilmente ispirata proprio alla bandiera italiana. Lo storico slogan della Texaco, «Affida la tua auto all'uomo che porta la stella», fu invece coniato dalla Benton & Bowles negli anni quaranta.

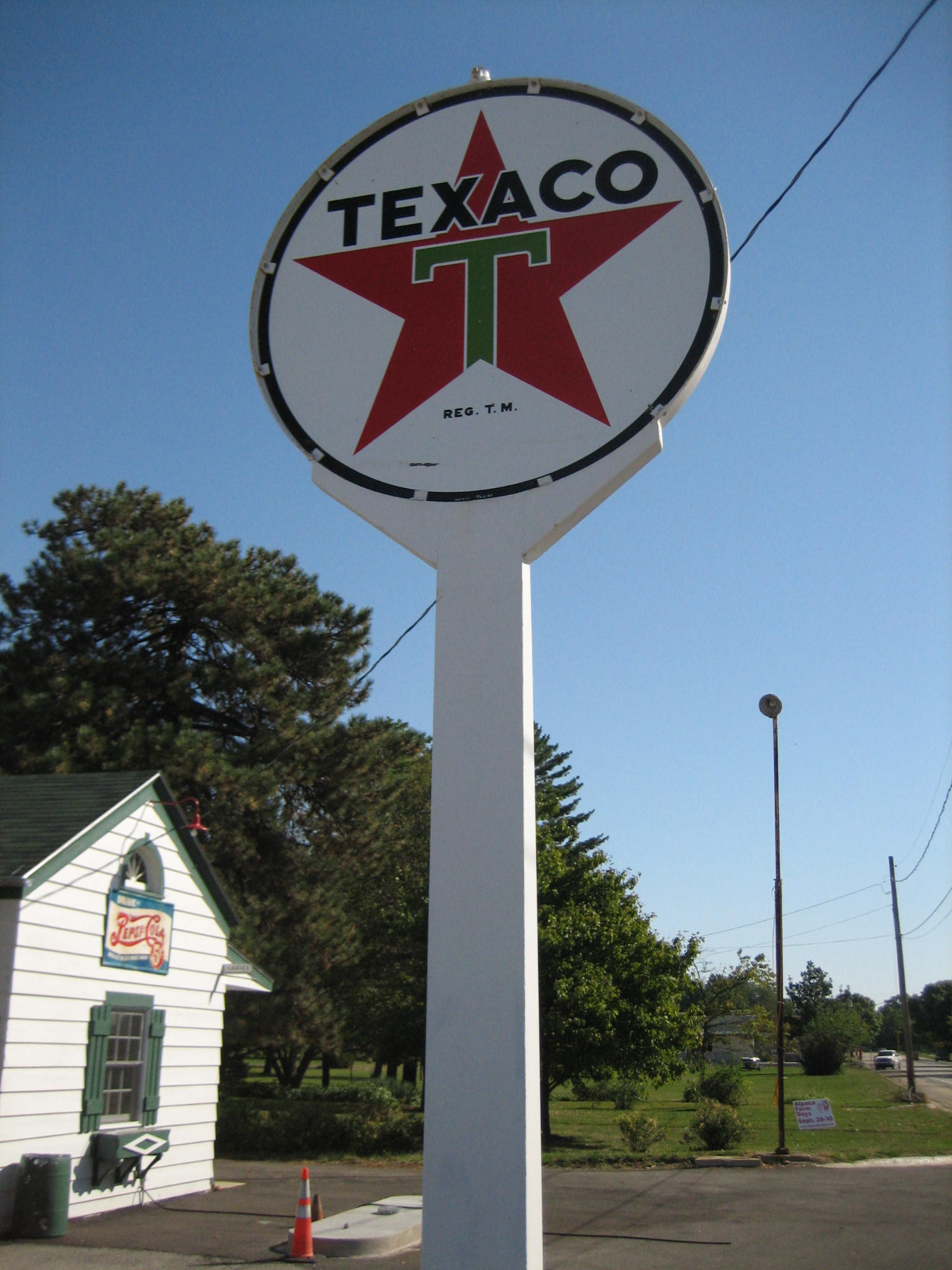
Insegna con il marchio storico della Texaco.

Nel 1903 acquistò la sua prima petroliera, la S.S. Florida, e dal 1907 iniziò a commerciare i propri prodotti nell'East Coast; nel 1913 aprì la sua prima stazione di servizio.
L'espansione internazionale iniziò già nel 1905, con la creazione della Continental Petroleum Company con un terminal in Belgio.
Nel 1928, la compagnia diventò la prima società petrolifera ad essere presente in tutti e 48 gli stati USA.
Nei primi decenni del '900, l'azienda era presente in Francia con il marchio Girtex per la benzina; il nome derivava dalla raffineria di Bordeaux, all'epoca nota come raffinerie de Gironde.

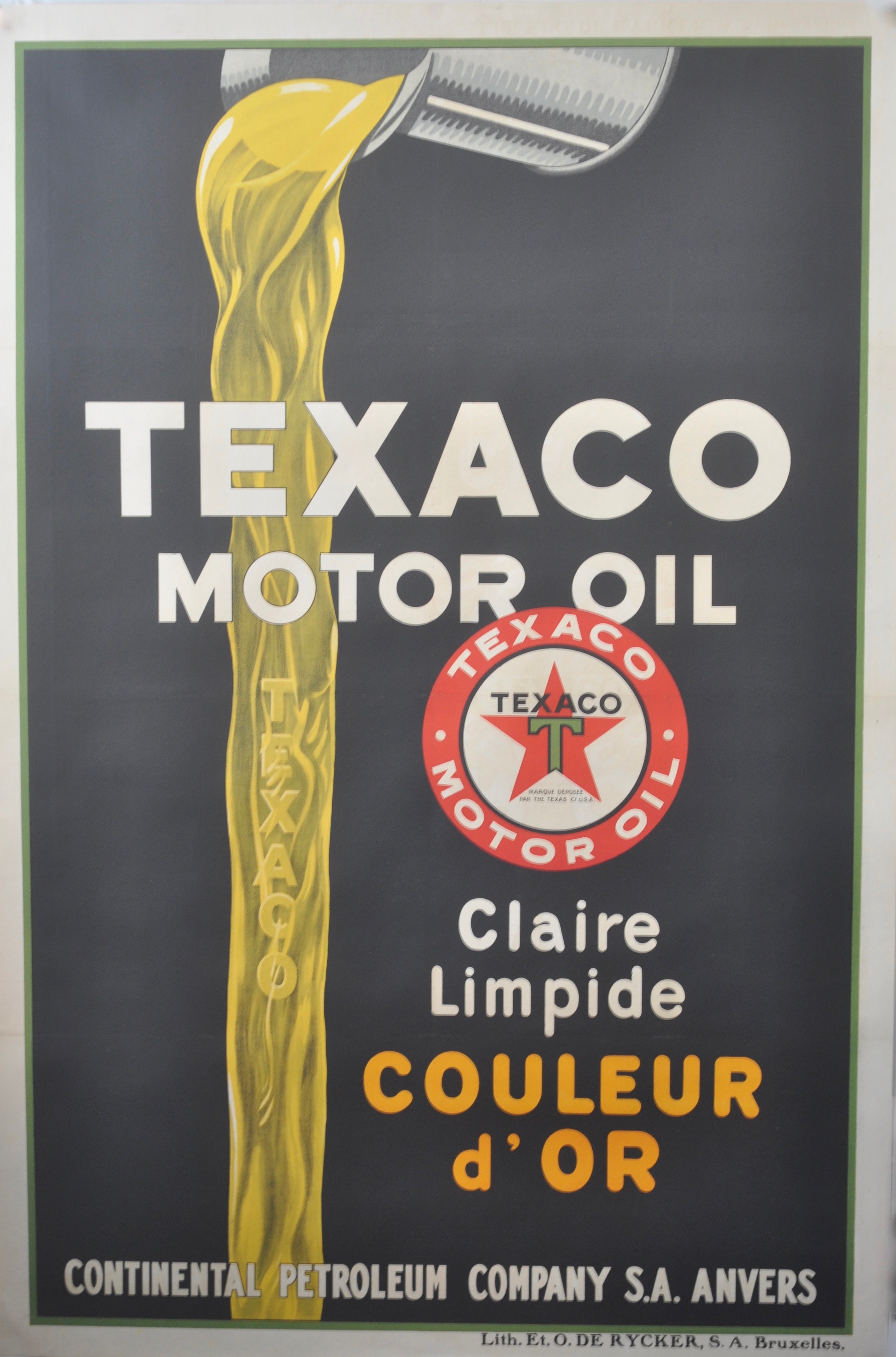
Una pubblicità della Texaco belga del 1928

Nel 1934 fu introdotto il marchio di olio motore Havoline.
Nel 1936 la Texaco iniziò le sue attività in Arabia Saudita, acquistando le concessioni da cui sarebbe poi nata la Aramco. Il petrolio ottenuto da tali concessioni fu venduto in joint-venture con la Chevron sotto il marchio Caltex. Nello stesso anno, la Texaco ampliò i propri interessi nelle Indie Orientali Olandesi, grazie ad alcune concessioni in comproprietà a Sumatra, Giava e Nuova Guinea olandese.
Tre anni più tardi l'attività si espanse anche in Colombia, furono scoperti nuovi importanti giacimenti nel 1946. 
Nel 1947, la Texaco cedette le proprie attività in Europa alla controllata Caltex.
Nel dopoguerra era considerata tra le maggiori compagnie petrolifere del mondo, compresa nelle cosiddette "sette sorelle" del petrolio.
Nel 1950 fu inaugurata una rete di oleodotti per trasportare il petrolio della compagnia dall'Arabia Saudita al Mar Mediterraneo.
Nel 1958, acquistò la compagnia Seaboard, e nel 1959 la Paragon, attiva sulla East Coast,, e successivamente altre compagnie.
Negli anni '70 e '80, in seguito alla crisi petrolifera, l'azienda decise di tagliare alcune attività poco remunerative.
Nel 1981 fu presentata la versione moderna del logo aziendale, con una T rossa all'interno di una stella bianca, a sua volta inscritta in un cerchio rosso, solitamente posto su sfondo nero.
Nel 1984 la compagnia acquistò la Getty Oil. L'acquisizione provocò l'opposizione della Pennzoil, che il 19 novembre 1985 vinse una causa da 10,53 miliardi di dollari contro la compagnia, nella sentenza in sede civile più grande della storia degli Stati Uniti.
Nel 1995 le sue attività in Danimarca e Norvegia si fusero con quelle della Norsk Hydro, nella joint-venture Hydro Texaco. L'attività fu ceduta nel 2006.
La compagnia cessò di essere indipendente nel 2001, quando fu assorbita dal gruppo Chevron.

### In Italia
In Italia, la Texaco iniziò le sue attività nel 1921 attraverso la "The Texas Company SAI", e fu attiva con una propria rete di distribuzione dal 1967 (anno dello scioglimento della joint-venture Caltex con la Chevron in Europa) fino al 1985, quando cedette le proprie attività nel paese, comprese le partecipazioni alla raffineria Sarpom di Trecate, al gruppo Fintermica della famiglia Jacorossi, che conservò il marchio Texaco sulle stazioni di servizio, prima di cedere gli impianti alla Tamoil nel 1987; è tuttora presente in Italia solo a livello di brand.